# 段文鴦
段 文鴦（だん ぶんおう、? - 321年）は、鮮卑段部の人物。父は段務勿塵。兄は段疾陸眷・段匹磾。

## 生涯
312年12月、幽州刺史王浚が石勒討伐の兵を興して本拠地襄国に進軍させると、段部の大人段疾陸眷は5万の兵を率いてこれに応じ、段文鴦もまた従軍した。討伐軍は渚陽まで至ると、迎え撃って来た石勒軍の諸将を全て撃破し、そのまま一気呵成に攻城戦の準備に取り掛かった。だが、石勒は予め孔萇に命じて北城に突門を造らせて伏兵を配しており、段部の布陣がまだ整っていないのを確認すると、孔萇に命じて奇襲を掛けさせた。これにより段部は大敗を喫し、従弟の段末波が生け捕られ、段疾陸眷は軍を退いた。
石勒は段末波を人質とし、段疾陸眷へ使者を立てて講和を求めた。段疾陵眷はこれに応じようとしたが、段文鴦は「今、末波一人のために滅亡に向かっている虜（石勒）に従えば、必ずや王彭祖（王浚）より怨みを買い、後の禍を招きましょう！」と諫めた。段疾陸眷はこの諫めに従わず、鎧馬と金銀を送り、合わせて段末波の弟3人を人質に差し出して、身柄交換も求めた。石勒はこれに応じて石虎を段疾陸眷の下に派遣し、同盟と兄弟の契りを結び、段末波を返還した。これにより、段疾陸眷らは渚陽を引き払って退却した。この事は大いに王浚の怒りを買い、内部分裂の端緒となった。
314年4月、薊城を守る石勒の寧朔将軍劉翰が反乱を起こし、段匹磾を迎え入れた。王浚の楽陵郡太守邵続は厭次に割拠していたが、王浚が敗れるに及んで石勒に帰順した。段匹磾が帰順するよう要請すると、邵続はこれに応じて厭次ごと段匹磾に帰順したので、怒った石勒は8000騎を率いて邵続を包囲した。段匹磾の命により、段文鴦は救援に向かうと、石勒は攻城具を捨てて東に撤退したが、段文鴦は邵続と共に安陵まで追撃し、石勒の官吏らを捕らえ、三千家余りを移住させてから帰還した。また騎兵を派遣して石勒の領地の北辺を脅かし、常山を襲って二千家余りを手に入れた。
315年7月、石勒が厭次へと進攻すると、段文鴦は再び救援に赴き、石勒を退却させた。
318年1月、段疾陸眷が病死すると段渉復辰が位を継いだが、段末波は段渉復辰とその一派の者をみな誅殺すると、自ら単于を称して自立した。段匹磾が段末波に対抗して互いに攻め合うようになると、段文鴦は段匹磾の側に付いた。
319年4月、薊は後趙により占拠され、段匹磾は楽陵へと逃亡し、厭次を守る邵続の下に身を寄せた。
319年8月、元帝は同年4月より反乱を起こしていた東晋の泰山郡太守徐龕討伐の兵を挙げると、段文鴦は建威将軍蔡豹・太子左衛率羊鑑・武威将軍侯礼・臨淮郡太守劉遐らと共に従軍した。徐龕は大いに恐れて降伏した。
320年1月、段匹磾は薊城奪還の兵を挙げると、段文鴦もこれに従軍した。だが、石勒はその隙をついて石虎に邵続の守る厭次を包囲させた。2月、邵続は出撃するも、石虎に敗れて捕らえられた。この時、段匹磾は薊から帰還する途上でこの事を知り、厭次に入ろうとしたが、石虎軍に道を塞がれた。段文鴦は数百の親兵を率いて力戦して血路を開いたので、段匹磾はかろうじて厭次に入城する事が出来、邵続の一族である邵緝・邵存・邵竺らと共に城を固守した。この時、石虎は城下において騎兵を放ち掠奪を行っており、段文鴦は城頭からこれを望見すると、段匹磾へ出撃を請うた。だが、段匹磾は伏兵があることを疑っていたのでこれを許さなかった。
6月、後趙の将軍孔萇は段文鴦の陣営10余りを陥落させたが、勝ちに驕って守備を怠った。段文鴦はこれを知ると、孔萇の陣営に夜襲を掛け、孔萇に大勝して退却させた。
321年3月、石虎は厭次に進軍して段匹磾と戦い、孔萇は領内の諸城を陥落させた。段文鴦は段匹磾へ「我らはその勇猛で名が知られており、民からも敬仰されております。今、民が被害を受けているのに救おうとしないのは、怯といえます。民の信望を失えば、誰が我らの為に死力をつくしましょうか！」と言い、壮士数10騎を率いて出陣した。段文鴦は後趙軍の兵を多数斬り、後趙の騎兵が撤退すると追撃を掛け、段匹磾もまた歩兵を率いて後続した。だが、石虎は伏兵を配しており、段文鴦は段匹磾と共に奮戦して数10人を討ち取った。その後、段文鴦は段匹磾と合流しようとしたが、既に段匹磾は撤退しており、段文鴦の馬は疲弊して動けなくなった。石虎は段文鴦へ「兄（石虎は段疾陸眷と義兄弟の契りを結んでいたので、段文鴦を兄と呼ぶ）と我は同じ夷狄ではないですか。かねてより兄とは家を一つにしたいと思っておりました。今、天はその願いを叶え、こうして会う事が出来ました。なのにどうしてまた戦いましょうか！どうか武器を収めてください」と請うたが、段文鴦は罵って「汝は寇賊に過ぎず、正に死すべき時である。兄（段疾陸眷）が我策を用いなかった（312年に段疾陸眷は石勒と講和したが、段文鴦はこれに頑なに反対した）のでこのような事態に陥ってしまったが、我は死を恐れずに戦うのみだ。汝には屈せぬ！」と言い放ち、馬を下りて戦いを継続した。槊が折れると刀を手に取り、朝から午後になるまで奮戦を続けたが、後趙の兵が四方から包囲を縮めると、段文鴦はついに力尽きて捕えられた。これにより城内の戦意は消失し、邵続の弟である楽安内史邵洎は城を挙げて石虎に降り、段匹磾もまた捕らえられた。石勒は段文鴦を左中郎将に任じ、金章紫綬を授けた。1年余りの後、ある者が段匹磾を主に推戴して後趙から離反しようと画策していたが発覚し、段匹磾は誅殺され、段文鴦もまた毒殺された。

## 参考資料
- 『晋書』（列伝第三十三）
- 『資治通鑑』（巻八十八 - 巻九十一）
- 『太平御覧』（巻四三五）